# Naše jedinstvo
Jedinstvo je bio hrvatski dnevnik iz Splita. Jedno vrijeme je izlazio kao trodnevnik odnosno dvaput tjedno.
Objavljivale su domaće i inozemne političke članke, pisale o kulturnim događajima i sadržavali su manje književne priloge.
Bile su organ Hrvatske narodne stranke. Nastavak su izlaženja lista Narod. Tradicionalno su bile protutalijanski postavljene.
Izašle su prvi put srpnja 1895., a prestale su izlaziti pod tim imenom lipnja 1905.
Potom su promijenile ime u Naše jedinstvo. Politički su bile bliske starom narodnjačkom dijelu vodstva Hrvatske stranke, a politički protivnici su ih držali lojalnima austrijskoj politici.
Uređivali su ih Antun Stražičić, Nedjeljko Radičić i Ivan Velat. 